# Caenagnathidae
Los cenagnátidos (Caenagnathidae) son una familia extinta de dinosaurios terópodos ovirraptorosaurianos, que vivieron en el Cretácico superior (hace aproximadamente 89 y 66 millones de años, desde el Turoniense hasta el Maastrichtiense), en lo que hoy es Asia y Norteamérica.

## Sistemática
Caenagnathidae se define como el clado más inclusivo que contiene al Chirostenotes pergracilis (Gilmore, 1924) pero no a Oviraptor philoceratops (Osborn, 1924). Caenagnathidae está conformada por todos los cenagnatoides más emparentados con Chirostenotes que con Oviraptor.